# Orzhytsia (huyện)
Huyện Orzhytsia (tiếng Ukraina: Оржицький район, chuyển tự: Orzhytsias’kyi raion) là một huyện của tỉnh Poltava thuộc Ukraina. Huyện Orzhytsia có diện tích 980 kilômét vuông, dân số theo điều tra dân số ngày 5 tháng 12 năm 2001 là 29525 người với mật độ 30 người/km2. Trung tâm huyện nằm ở Orzhytsia.